# Ełk
Pour les articles homonymes, voir Elk.
Ełk ou Łęk est une ville de Pologne. Elle se nommait antérieurement Lyck et se trouvait alors en Prusse-Orientale. Elle appartient à la voïvodie de Varmie-Mazurie depuis 1999 après avoir été dans la voïvodie de Suwałki de 1975 à 1998. Ełk est la capitale du powiat d'Ełk.

## Géographie
La ville se trouve sur une rive du lac d'Ełk, qui a été formé par un glacier. Elle est entourée de forêts.

## Histoire
La ville fait partie du district de Gumbinnen jusqu'en 1905, comme chef-lieu de l'arrondissement de Lyck, puis du district d'Allenstein à partir du 1er novembre 1905, jusqu'en 1945, à l'arrivée de l'Armée rouge.

## Jumelages
- Hagen (Allemagne)
- Nettetal (Allemagne)
- Nemenčinė (Lituanie)
- Burlington (États-Unis)
- Houdain (France)